# Euromicron
Die Euromicron AG (von 1994 bis 1998 als Berliner Elektro-Technik GmbH) war ein börsennotiertes Unternehmen, das Netzwerkkomponenten entwickelte, produzierte und vertrieb. Darüber hinaus errichtete und wartete das Unternehmen Kommunikations- und Informationsnetze. Es agierte international als Komplettanbieter von Kommunikations- und Sicherheitslösungen. Zur Gruppe gehörten zuletzt neben der Muttergesellschaft 23 weitere Gesellschaften. Nach einem Ende 2019 eingeleiteten Insolvenzverfahren wurde das Unternehmen Mitte 2020 aufgelöst.

## Geschichte
Die Berliner Elektro-Technik GmbH wurde 1994 gegründet. 1998 erfolgte die Umbenannung zu euromicron Aktioengesellschaft communication & control. Der Börsengang erfolgte im Juni 1998. 2000 begann der neue Vorstandsvorsitzende Willibald Späth eine Neuausrichtung des Konzerns. Das Unternehmen konzentrierte sich auf Glasfasertechnik und stieß andere Bereiche wie das Energiemanagement ab. In den Folgejahren wurden Unternehmen hinzugekauft. 2011 wurde die telent GmbH übernommen.
Der Insolvenzverwalter Jan Markus Plathner nannte als Gründe für die abschließende Krise des Konzerns Umsatzeinbrüche am Ende des dritten Quartals 2019, die zu einer Knappheit an liquidem Kapital führten, sowie eine Tilgungstranche in Höhe von 25 Millionen Euro für eine Bankfinanzierung, die Ende Januar 2020 bevorstand. Der Vorstand versuchte durch den Verkauf von Tochterunternehmen Liquidität zu erzeugen. Anfang Dezember 2019 brach das konzerninterne Cash-Pooling zusammen. Einen Antrag der AG auf einen Überbrückungskredit lehnten die finanzierenden Banken ab. Am 11. Dezember 2019 stellte das Unternehmen beim zuständigen Amtsgericht in Offenbach am Main Antrag auf Insolvenz nach dem Schutzschirmverfahren. Am 19. Dezember 2019 wurde das Schutzschirmverfahren auf Antrag des vorläufigen Gläubigerausschusses aufgehoben und die vorläufige Verwaltung des Vermögens der Euromicron AG durch einen Insolvenzverwalter angeordnet. Die Zech Group stellte dem Unternehmen am 20. Dezember einen Massekredit in Höhe von fünf Millionen Euro zur Verfügung, der verwendet wurde, um die Tochtergesellschaften arbeitsfähig zu halten. Am 23. Dezember beschloss der Gläubigerausschuss eine Veräußerung aller Gesellschaften der Gruppe, mit Ausnahme der bereits in Liquidation befindlichen Avalan GmbH, an ein Unternehmen der Gustav Zech Stiftung. Die Erwerbung wurde zum 31. Januar 2020 rechtsgültig. Allen verbliebenen Mitarbeitern der Euromicron AG wurde spätestens zu diesem Tag gekündigt. Die rechtlich Abwicklung der Holding zog sich bis zum 31. Mai 2020 hin. Mit Eintragung in das Handelsregister am 7. Juni 2020 wurde die Euromicron AG als aufgelöst erklärt.
Die Anteile der Euromicron AG wurden u. a. an den Börsenplätzen in Frankfurt, Stuttgart und Hamburg, allerdings mit geringen Volumina gehandelt. Die Aktien der Euromicron AG befanden sich vom 19. März 2012 bis zum 20. September 2013 im TecDAX sowie, ebenfalls seit dem 19. März 2012 im CDAX – Gesamtindex und Prime All Share.

## Geschäftsfelder
Die Euromicron AG fungierte als strategische Führungsholding ihrer operative Tochtergesellschaften. Diese Gesellschaften  planten, realisierten und betrieben digitale Infrastrukturen für digitalisierte Gebäude, Kritische Infrastrukturen und Industrie 4.0. Die Unternehmen der Firmengruppe stützen sich dabei auf  Glasfasertechnologie und Netzwerkkomponenten. Die Sparte Digitalisierte Gebäude umfasste die Steuerung unter anderem von Licht, Heizung, Klimaanlage, Branschutz Zugangssicherung und Fenstern, die digital vernetzt und gesteuert wurden. Für kritische Infrastrukturen bot vor allem das Tochterunternehmen Telent Produkte und Dienstleistungen sowohl für Behörden als auch für Unternehmen zur Sicherstellung von für den jeweiligen Betrieb. Der Unternehmenszweig Distribution bot entsprechend Technik und Dienstleistungen im Zusammenhang mit dem Internet der Dinge an.

## Konzernstruktur
Die Euromicron AG ist eine Holding und unterhielt zum Zeitpunkt ihres Insolvenzantrags Ende 2019 folgende Tochterunternehmen:
- Atecs AG, Zug,  Schweiz
- Avalan GmbH, in Liquidation, Spiesen-Elversberg, Deutschland
- Elabo GmbH, Crailsheim, Deutschland
- Euromicron Holding GmbH, Seekirchen, Österreich
- Euromicron Austria GmbH, Seekirchen, Österreich
- Euromicron Deutschland GmbH, Neu-Isenburg, Deutschland
- Euromicron Werkzeuge GmbH, Sinn-Fleisbach, Deutschland
- Koramis GmbH, Saarbrücken, Deutschland
- LWL-Sachsenkabel GmbH, Gornsdorf, Deutschland
- Microsens Beteiligungs GmbH, Hamm, Deutschland
- Microsens GmbH & Co. KG, Hamm, Deutschland
- Microsens sp.z.o.o, Wroclaw, Polen
- Netzikon GmbH, Backnang, Deutschland
- Procom Professional Communication und Service GmbH, Essen, Deutschland
- Qubix SpA, Padua, Italien
- RSR Datacom GmbH & Co. KG, Essen, Deutschland
- RSR Datacom Verwaltungs GmbH, Essen, Deutschland
- SIM Secure Information Management GmbH, Neustadt a.d.W., Deutschland
- SIM Asia PTE.LTD., Singapur
- SKM Skyline GmbH, München, Deutschland
- Stark- & Schwachstrom Montage GmbH (SSM), Hamburg, Deutschland
- Telent GmbH, Backnang, Deutschland

Einige ehemalige Tochterunternehmen bestehen heute als rechtlich eigenständige einheiten innerhalb der Unternehmensgruppe Zech weiter.